# Santa Maria della Neve dei Foglianti

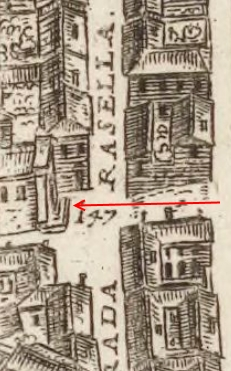
Posição da igreja na Via Rasella num mapa de Giovanni Battista Falda (1676).

Santa Maria della Neve dei Foglianti, conhecida também como Santa Maria dei Foglianti, era uma pequena igreja conventual e devocional que ficava no canto leste da esquina entre a Via Rasella e a Via del Boccaccio, no rione Trevi de Roma, ao norte do Palazzo del Quirinale. Era dedicada a Nossa Senhora das Neves.

## História
Esta igreja foi construída pela Abadia Les Feuillants, uma congregação cisterciense reformada francesa em 1629 (ou 1635), motivo pelo qual ela é chamada de Foglianti, uma palavra que deriva do latim "folium", "folha".
Segundo Mariano Armellini, o minúsculo convento era a residência do procuratore, o representante da congregação em Roma, e era responsabilidade da Abadia de São Bernardo em Paris, geralmente conhecida como Eglise des Feuillants. Este arranjo era necessário porque a congregação era separada da Ordem Cisterciense e era administrada separadamente. A abadia de San Bernardo alle Terme, do outro lado do monte Quirinal, também pertencia à mesma congregação.
A igreja abrigava um venerado ícone da Virgem e o Menino e, por isso, funcionava como capela devocional. Ela já era conhecida como Santa Maria della Neve em 1748 e já era utilizada pela "Confraternidade de Nossa Senhora das Neves" (em italiano:  Confraternità della Madonna della Neve), sediada na basílica de Santa Maria Maggiore. 
Les Feuillants foi suprimida durante a Revolução Francesa, em 1791, e a pequena igreja foi assumida pela confraternidade. Porém, ela foi demolida durante a ocupação francesa de Roma, por volta de 1810, obrigando a mudança da confraternidade para a moderna Santa Maria della Neve al Colosseo. Por conta disto, as duas igrejas são frequentemente confundidas nas fontes.

## Descrição

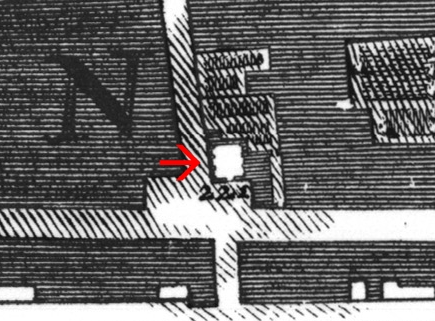
Igreja no Mapa de Nolli (1748).

Na esquina da Via del Boccaccio com a Via Rasella há uma pequena praça formada pelo recuo da fachada dos dois edifícios de ambos os lados da primeira. No canto leste está o Hotel de Petris, que apresenta um portal curvo de frente para a Via Rasella alinhado com o da antiga igreja, que também ficava de frente para esta via. Ela tinha uma planta retangular, quase quadrada, sem abside. A abóbada no teto era sustentada por um par de pilastras de cada lado da parede. O pequeno convento ocupava um terreno do lado leste da praça que ia até a parede direita da igreja. Havia ainda um pequeno jardim atrás dela. 